# Narodowy Dzień Gramatyki
Narodowy Dzień Gramatyki (ang. National Grammar Day) – świeckie święto, ustanowione w 2008 roku, obchodzone corocznie 4 marca w Stanach Zjednoczonych. Święto zostało wymyślone przez Martha'e Brockenbrough, autorkę książki „Things That Make Us [Sic]” (2008) oraz założycielkę Towarzystwa na rzecz dobrej gramatyki (ang. Society for the Promotion of Good Grammar).